# Lee Chong Wei
Dato' Lee Chong Wei (narozen 21. října 1982) je bývalý malajsijský profesionální hráč badmintonu. Od 21. srpna 2008 do 14. června 2012 (199 týdnů) vedl světový žebříček, celkově pak vedl světový žebříček 349 týdnů. Jde o pátého malajsijského hráče po Foo Kok Keongovi, Rashidu Sidekovi, Roslinu Hashimovi a Wong Choong Hannovi, který dosáhl této úrovně.
Lee Chong Wei získal stříbrnou medaili na olympijských hrách v letech 2008, 2012 a 2016. Za tento úspěch mu byl udělen titul Dato'.
V roce 2019 ukončil profesionální kariéru.

## Životopis
V mládí se Lee věnoval basketbalu. Badminton se začal učit v 11 letech na popud otce. V 17 letech si jeho talentu všiml Musbun Sidek, který ho přivedl do národního týmu.
9. listopadu 2012 se oženil s Mew Choo. Spolu mají 2 děti, Kingston a Terrace.